# Список умерших в 1725 году

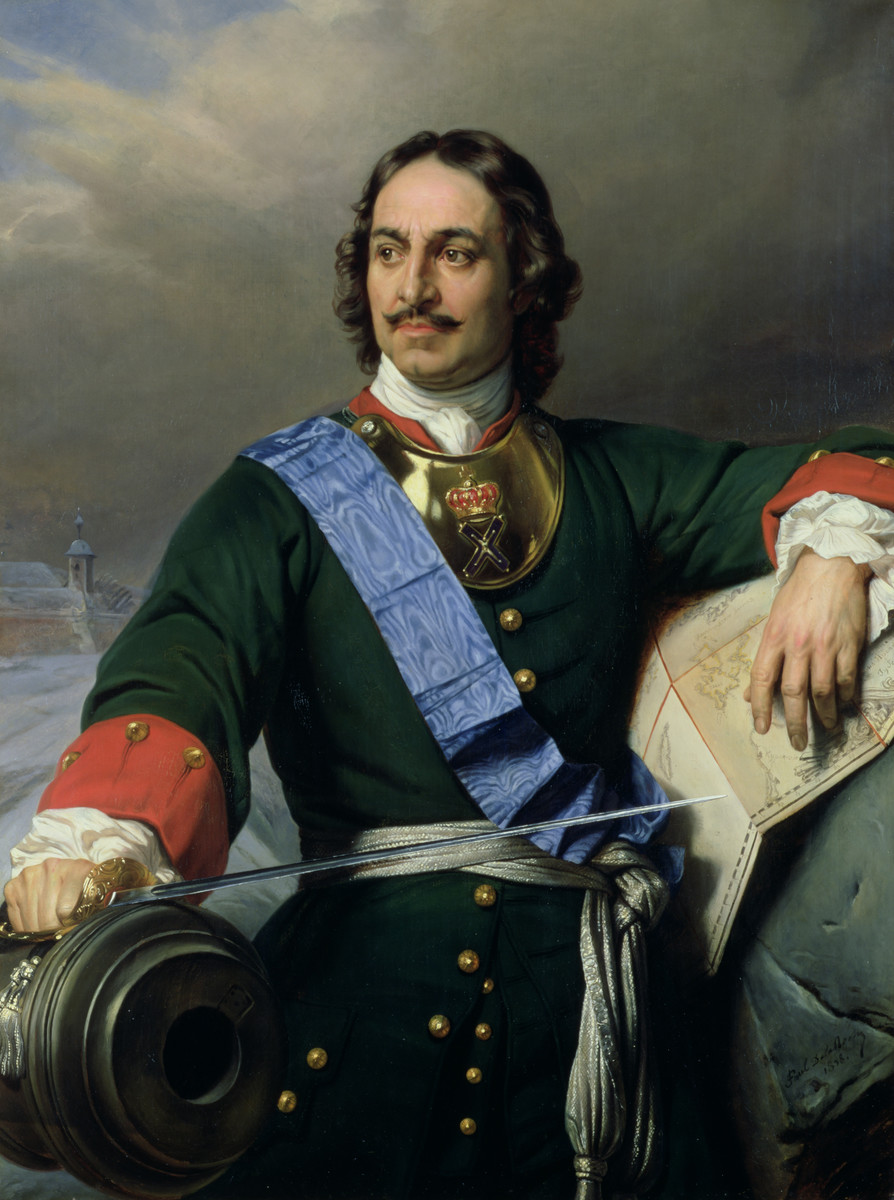
Пётр I (1672—1725)

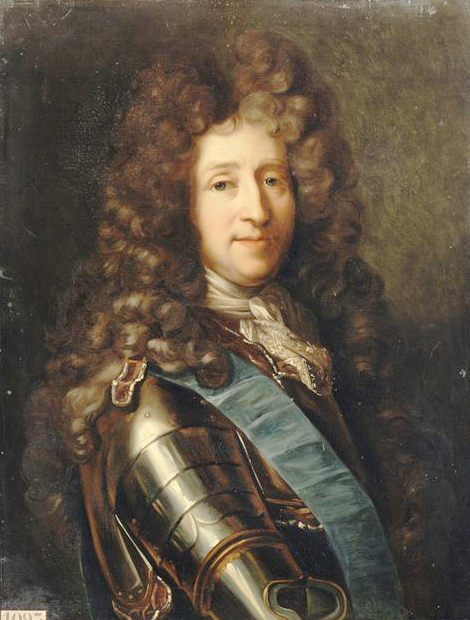
Пьер де Монтескью д’Артаньян

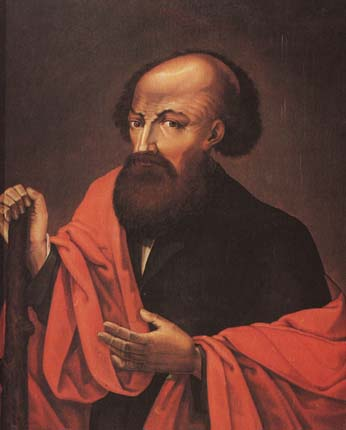
Никита Демидов

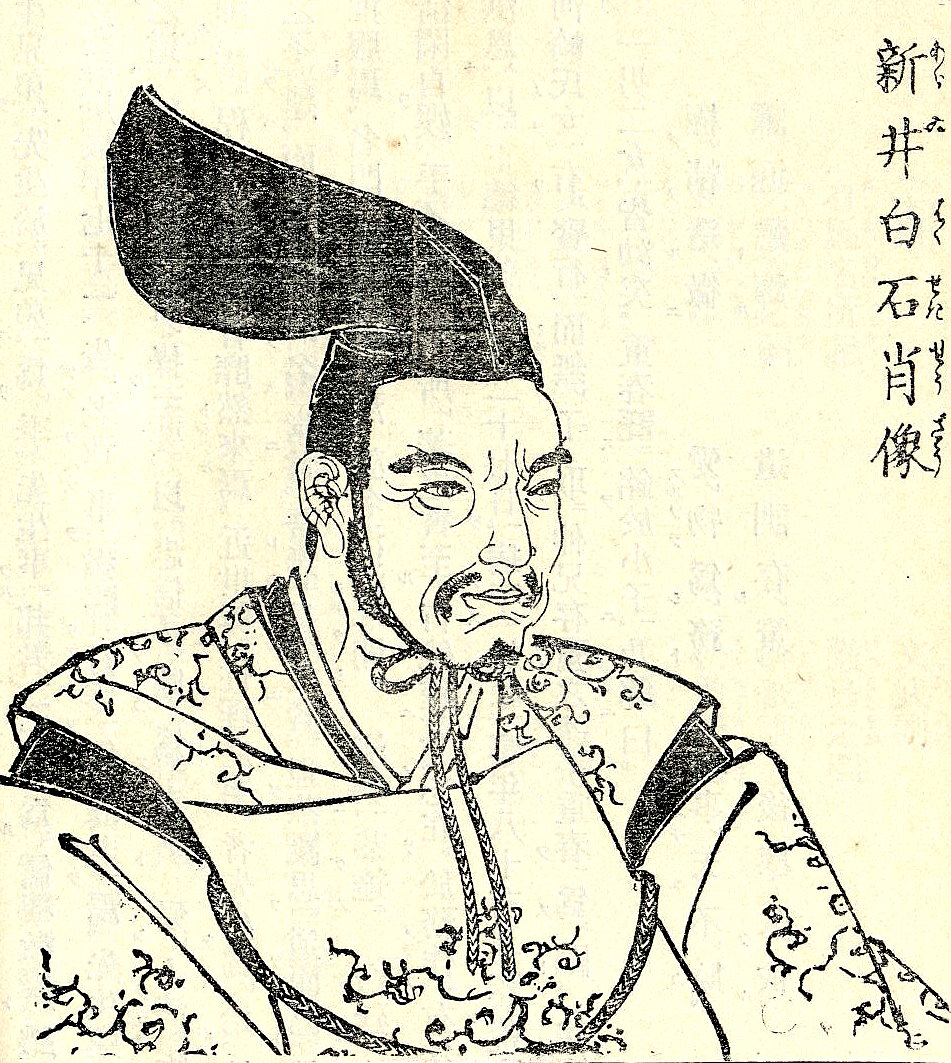
Араи Хакусэки

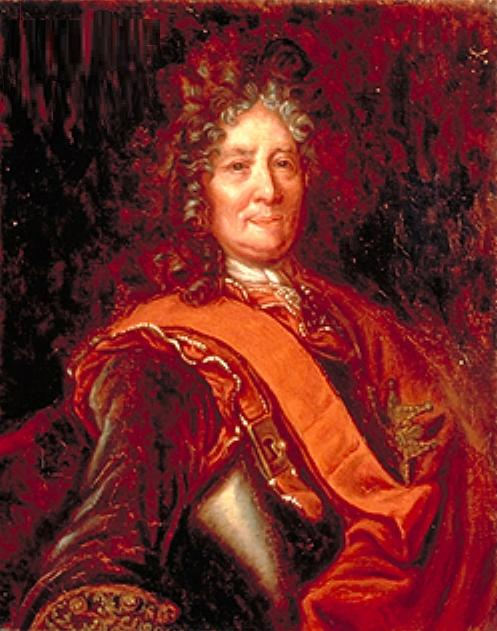
Филипп де Риго де Водрёй

В этой статье представлен список известных людей, умерших в 1725 году.
См. также: Категория:Умершие в 1725 году

## Январь
- 6 января — Тикамацу Мондзаэмон (1653—1725) — японский драматург, которого часто называют «японским Шекспиром».
- 28 января — Пётр I (Пётр Алексе́евич Рома́нов) — последний царь всея Руси из династии Романовых (с 1682 года) и первый Император Всероссийский (с 1721 года).

## Март
- 28 января — Рене де Фруле де Тессе (фр. René III de Froulay, comte de Tessé) — граф, маршал Франции.

## Апрель
- 22 апреля — Мир Махмуд-шах (1697 — 22 апреля 1725) — третий эмир Кандагара (1717—1725), первый шах Ирана из афганской династии Хотаки (1722—1725), старший сын Мир Вайса Хотаки (1673—1715), первого независимого правителя Афганского государства (1709—1715).

## Май
- 31 мая — Эрик Карлссон Шёблад (швед. Erik Carlsson Sjöblad; 1647, Хальмстад — 1725, Гётеборг) — шведский адмирал, участник войны за Сконе, барон.

## Июнь
- 29 июня — Араи Хакусэки (新井 白石; 24 марта 1657 — 29 июня 1725) — японский политический и государственный деятель периода Эдо. Представитель японского неоконфуцианства, историк, литературовед, поэт. Настоящее имя — Араи Кимми.

## Август
- 12 августа — Пьер де Монтескью д’Артаньян (фр. Pierre de Montesquiou d'Artagnan, 1640) — французский граф, военный, маршал Франции.

## Октябрь
- 10 октября
  - Филипп де Риго де Водрёй или Водрёйль (фр. Philippe de Rigaud de Vaudreuil; ок. 1643, Кастельнодари, Франция — 10 октября 1725, Квебек, Новая Франция) — французский политический деятель, губернатор Новой Франции в 1703—1725 годах.
  - Франческо дель Джудиче (итал. Francesco del Giudice 7 декабря 1647, Неаполь, Неаполитанское королевство — 10 октября 1725, Рим, Папская область) — итальянский куриальный кардинал. Архиепископ Монреале с 14 января 1704 по 5 февраля 1725.
- 24 октября — Алессандро Скарлатти (итал. Pietro Alessandro Gaspare Scarlatti, 2 мая 1660 — 24 октября 1725) — итальянский композитор эпохи барокко. Написал более 60 опер, считается основателем Неаполитанской оперной школы. Брат композитора Франческо Скарлатти; отец композиторов Доменико Скарлатти и Пьетро Филиппо Скарлатти.

## Ноябрь
- 5 ноября — Епископ Павел (Васильев) — епископ Русской православной церкви, епископ Вологодский и Белозерский.
- 17 ноября — Никита Демидов (Никита Демидович Антуфьев, 26 марта (5 апреля) 1656, Тула — 17 ноября (28 ноября) 1725, Тула) — русский промышленник, основатель династии Демидовых.

## Декабрь
- 5 декабря — Флоран Картон Данкур (фр. Florent Carton Dancourt) — французский драматург и актер.
- 26 декабря — Томаш Юзеф Замойский (пол. Tomasz Józef Zamoyski, ок. 1678 — 26 декабря 1725) — государственный деятель Речи Посполитой, польский магнат, 5-й ординат Замойский (1689—1725), полковник королевский, староста плоскировский и гродецкий.

## Дата неизвестна или требует уточнения
- Робер де Визе (фр. Robert de Visée) — французский гитарист, лютнист и композитор. Был виртуозом и королевским учителем игры на гитаре Людовика XIV.
- Моляров Анисим Якимович (ок. 1677—1725) — корабельный подмастерье, сподвижник Петра I, докового дела мастер.